# Hausen am Bussen
Hausen am Bussen là một xã ở huyện Alb-Donau ở bang Baden-Württemberg thuộc nước Đức. Đô thị này có diện tích 3,52 km², dân số thời điểm 31 tháng 12 năm 2020 là 246 người.